# Soap opera

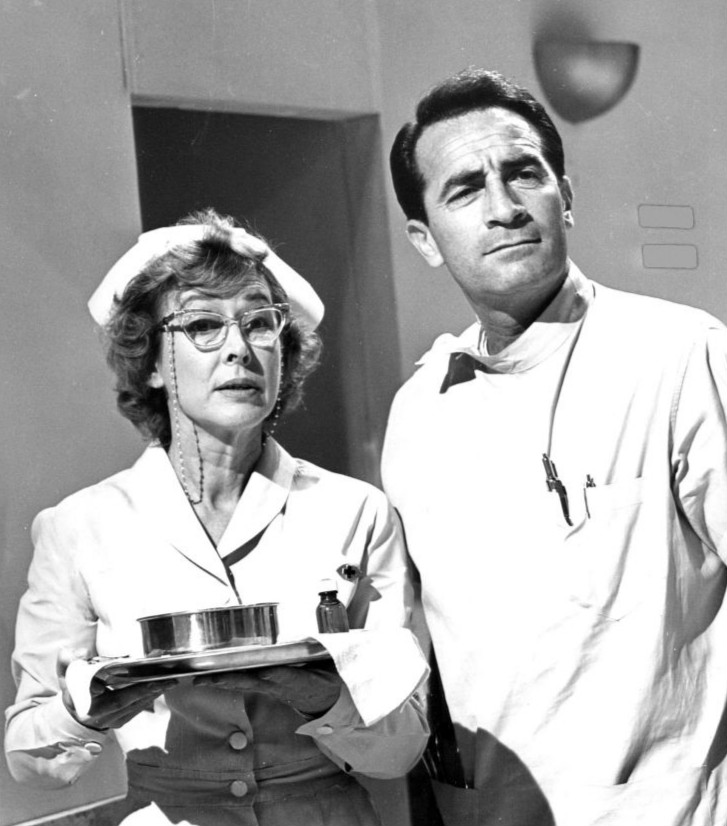
Un soap opera américain des années 1960 : Hôpital central (General Hospital), toujours actif de nos jours.

Un soap opera (anglicisme, parfois abrégé en soap) ou roman-savon (au Québec) est un type de feuilleton radiophonique ou télévisé. Cette désignation provient du fait que les premiers feuilletons radiophoniques américains étaient produits et commandités par des fabricants de savon et autres produits d'hygiène et d'entretien comme Procter & Gamble, Colgate-Palmolive et Lever Brothers,.  
Le terme « soap opera » a parfois été employé pour désigner tout type de feuilleton sentimental ; selon le Guide Totem consacré aux séries télévisées, les soap operas sont des feuilletons « à la Santa Barbara », des « mélodrames où sexe, argent et arrivisme sont les maîtres mots ». Toutefois, le terme désigne également des feuilletons britanniques plus réalistes, ayant pour cadre un milieu moins somptueux, comme Coronation Street. Selon l'historienne des médias Delphine Chedaleux, « bien que le format ait évolué, il sert toujours à désigner un type particulier de feuilletons sans fin (ou presque), qui mettent en scène une communauté importante de personnages évoluant principalement au sein de la sphère domestique, et développent des intrigues tournant quasi exclusivement autour des relations sentimentales, familiales et interpersonnelles ».
Aux États-Unis, les premiers soap operas étaient radiodiffusés en semaine, à une heure où ils pouvaient être suivis par les femmes au foyer ; ces feuilletons sont donc conçus à l’origine pour un auditoire majoritairement féminin. Le premier soap opera fut Painted Dreams, diffusé à partir du 20 octobre 1930 sur la radio WGN. Le plus long soap opera est le soap radiophonique anglais The Archers, diffusé sur la BBC qui fut créé en 1950 et qui compte à ce jour presque 20 000 épisodes. 
À la télévision, on distingue deux types de soap opera. Les soap operas de jour comme Les Feux de l'amour et les soap operas de soirée comme Desperate Housewives ou Dallas. Les premiers sont diffusés tous les jours et environ 250 épisodes sont produits par an alors que les seconds sont diffusés hebdomadairement et qu'une saison ne comporte qu'environ 25 épisodes.
En 1976, le magazine Time a estimé que les soaps diffusés en cours de journée sur les chaînes américaines constituaient le « marché le plus lucratif de la télévision », étant donné la fidélité de leurs téléspectateurs et l’allongement de la durée des épisodes de plusieurs feuilletons (passant d’une demi-heure à une heure), visant à augmenter les revenus publicitaires. Aujourd'hui, si le genre tend à disparaître aux États-Unis en journée, les feuilletons quotidiens équivalents, diffusés en fin d'après-midi ou en début de soirée en Europe, jouissent d'une immense popularité : EastEnders ou Coronation Street au Royaume-Uni, Plus belle la vie ou Demain nous appartient en France, etc.
Depuis septembre 2022, il ne reste plus que trois feuilletons américains diffusés à la télévision : Hôpital central (1963), Les Feux de l'amour (1973) et Amour, Gloire et Beauté (1987). Le feuilleton Des jours et des vies (1965) n'est plus diffusé sur la chaîne NBC mais directement sur la plateforme de streaming Peacock. La chaîne CBS a annoncé le lancement d'un nouveau feuilleton, Beyond the Gates, pour le début d'année 2025, en remplacement du talk-show The Talks. Il s'agira du premier feuilleton télévisé à présenter des personnages afro-américains depuis Generations en 1989 et du premier nouveau feuilleton américain depuis Passions en 1999.

## Caractéristiques

### Thématique et personnages
Généralement, un soap opera suit le quotidien d’un groupe de personnages qui vivent ou travaillent au même endroit, ou se focalise sur différentes histoires impliquant les membres d’une même famille. Le récit suit le quotidien et la vie privée de ces différents personnages, avec son lot de difficultés (affaires de famille, problèmes de couples, conflits moraux, etc.). Les intrigues des soap operas, comme celles des mélodrames, se caractérisent par ce que le critique Steve Neale appelle des « rencontres inespérées, des coïncidences, des rendez-vous manqués, des revirements soudains, des sauvetages et des révélations de dernière minute, des dénouements impliquant un deus ex machina ». Ces traits typiques se trouvent dans la totalité des soap operas, de Coronation Street à Dallas.
Dans de nombreux soap operas, en particulier les soaps diffusés en journée aux États-Unis, les personnages sont beaux, séduisants, glamour et riches. Les soaps australiens ou britanniques se focalisent davantage sur des personnages moins inaccessibles et sur des situations plus terre-à-terre, et ont souvent pour cadre un milieu ouvrier. Tout en abordant des thèmes propices au drame, comme les problèmes de famille ou l’usure du couple, les soaps britanniques et australiens utilisent des ressorts typiques de la comédie, souvent par le biais de personnages stéréotypés tels que la commère ou le vieil homme ronchon, servant de contre-pied humoristique aux drames qui les entourent. Il en va différemment dans les soaps américains, où le recours à la comédie est rare. En outre, les soaps britanniques se veulent souvent plus réalistes que ceux des autres pays et attachent une importance particulière aux lieux de l’action, dans la mesure où ces feuilletons reposent en grande partie sur les stéréotypes y afférents. Ainsi, EastEnders met en scène le quotidien difficile des habitants des quartiers Est de Londres, quartiers réputés pauvres ; de même, Coronation Street a pour cadre une rue d’une ville du Nord de l’Angleterre (aux alentours de Manchester), où les habitants emploient des expressions typiques (ou considérées comme typiques) de la région.
Les romances, liaisons secrètes, adultères et histoires d’amour passionnées sont des thèmes essentiels dans de nombreux soap operas. Dans les soaps diffusés en journée aux États-Unis, les personnages les plus appréciés du public sont souvent impliqués dans des histoires d'amour similaires à celles que l’on trouve dans les romances (romance novels). Les soaps australiens et britanniques reposent également en grande partie sur des intrigues à caractère sentimental. En Russie, les soaps les plus connus exploitent l’image « romantique » des criminels ou des magnats de l’industrie.

### Narration
Selon le critique Albert Moran, le soap opera est « un programme télévisuel basé sur une narration perpétuellement ouverte. Chaque épisode s’achève avec la promesse que le récit se prolongera dans un épisode ultérieur ». Les épisodes d’un soap opera s’achèvent habituellement par un suspense (cliffhanger).
Un soap opera repose sur plusieurs intrigues parallèles. Typiquement, un épisode d’un soap va mettre en parallèle plusieurs histoires différentes, qui à terme peuvent soit s’entremêler et influer les unes sur les autres, soit rester indépendantes les unes des autres. Dans le cas des soaps quotidiens, qui peuvent être perpétuellement en cours de tournage (sans interruption au cours de l'année), il y a une certaine rotation des intrigues et des acteurs du feuilleton. Ainsi, une intrigue en cours ne sera pas nécessairement évoquée dans tous les épisodes diffusés dans la même semaine. De même, il est rare que l’un des acteurs du feuilleton apparaisse dans tous les épisodes de la semaine. Par ailleurs, quand une intrigue se termine, il y a toujours en parallèle d’autres intrigues en cours, à différents stades de développement.
Les soaps hebdomadaires, qui sont souvent retransmis en soirée sur les chaînes américaines (l'un des exemples les plus célèbres reste Dallas), diffèrent sur plusieurs points des soaps quotidiens. Tout d’abord, la rotation des intrigues ne s'y fait pas de la même façon : dans les soaps hebdomadaires, il arrive que la totalité des intrigues en cours soit évoquée lors d’un même épisode, ce qui est plus difficilement concevable dans les soaps quotidiens. Autre différence notable, dans les soaps hebdomadaires, il est possible de voir dans chaque épisode la totalité des acteurs principaux. En outre, les soaps hebdomadaires ne sont habituellement pas diffusés tout au long de l'année, mais fonctionnent par saisons de plusieurs mois, avec une pause de quelques mois entre deux saisons ; de ce fait, une saison d'un soap hebdomadaire s'achève souvent de manière abrupte, avec un cliffhanger particulièrement marquant, censé donner au téléspectateur l'envie de regarder la saison suivante (principe narratif ayant depuis influencé de nombreuses séries qui ne sont pourtant pas des soap operas).
Les intrigues des soaps sont parfois complexes, voire confuses. La généalogie des personnages est souvent modifiée au cours du récit, à mesure que des révélations sont faites sur les différents liens de parenté qui les unissent. Il en est ainsi quand un personnage découvre que son père biologique n’est pas l’homme qu’il croyait, qu’il a un frère jumeau ayant été abandonné à la naissance, etc. (les événements tels que les mariages ou les naissances étant fréquemment perturbés par des catastrophes inattendues). Il n’est pas rare non plus qu’un personnage autrefois laissé pour mort réintègre le casting du feuilleton, avec diverses justifications scénaristiques. Par exemple, dans Amour, Gloire et Beauté, le personnage de Taylor Forrester avait été laissé pour mort pendant plusieurs années, mais quand son interprète, l’actrice Hunter Tylo, a réintégré le casting, il a été expliqué que Taylor était seulement tombée dans le coma. Il arrive également que des crimes (enlèvements, viols, meurtres) restent impunis tant que le coupable est susceptible de jouer un rôle dans les épisodes suivants (voir l'exemple du personnage de Michael Baldwin dans Les Feux de l'amour, responsable d'un meurtre qui ne sera jamais élucidé et qui passera à peine quelques mois en prison pour tentative de viol et séquestration, avant d'être libéré et de continuer son métier d'avocat comme si de rien n'était).
En outre, certains soaps américains prennent de grandes libertés avec les notions d'âge, de génération. Par exemple, dans Les Feux de l'amour, le personnage de Nicholas Newman est passé en quelques mois de petit garçon à préadolescent ; de même pour son fils, Noah Newman, qui est né en 1997 mais a en 2010 les traits d'un adulte, non d'un adolescent. Ce procédé permet d'intégrer aux intrigues en cours une nouvelle génération d'acteurs.

## Exemples desoap operas

### Quotidiens
- Amour, Gloire et Beauté ou Top Models (The Bold and the Beautiful)
- Beyond the Gates
- Coronation Street
- Demain l'amour
- Demain nous appartient
- Des jours et des vies (Days of Our Lives)
- Le Destin de Bruno
- Le Destin de Lisa
- Doctors
- EastEnders
- Emmerdale
- Familie

- Les Feux de l'amour (The Young and the Restless)
- Filles et garçons (Sons and Daughters)
- La Force du destin (All My Children)
- Générations (Generations)
- Goede tijden, slechte tijden
- Haine et Passion ou Les Vertiges de la passion (Guiding Light)
- Hollyoaks
- Hôpital central ou Alliances et trahisons (General Hospital)
- Ici tout commence
- La Ligne de chance (Rituals)
- On ne vit qu'une fois (One Life to Live)
- Pacific Beach (Pacific Drive)
- Paradise Beach
- Paris 16e
- Passions
- Plus belle la vie
- Plus belle la vie, encore plus belle
- Pobol y Cwm
- Pour la vie (The Young Doctors)
- Le Rêve de Diana (Alles was zählt)
- Santa Barbara
- Seconde Chance
- Sunset Beach
- Les telenovelas
- The City
- Thuis
- Tout pour la lumière
- Un si grand soleil
- Verbotene Liebe
- Les Voisins (Neighbours)

### Hebdomadaires
- Beverly Hills 90210
- Côte ouest
- Dallas
- Desperate Housewives
- Dynastie
- Falcon Crest
- Melrose Place
- Sous le soleil

## Lessoap operasles plus populaires dans le monde

### États-Unis
- Hôpital central ou Alliances et trahisons (General Hospital) (ABC, tous les jours)
- Les Feux de l'amour (The Young and the Restless) (CBS, tous les jours 12 h 30)
- Amour, Gloire et Beauté ou Top Models (The Bold and the Beautiful) (CBS, tous les jours 13 h 30)
- Des Jours et des Vies (Days of our Lives) (NBC puis sur Peacock)

### Australie
- Home and Away (Seven Network)

### Allemagne
- Au rythme de la vie (Gute Zeiten, schlechte Zeiten) (RTL Television, depuis 1992)
- Le Rêve de Diana (RTL Television, depuis 2006)
- Unter Uns (RTL Television)
- Sturm der Liebe (Das Erste)

### Belgique (télévision flamande)
- Familie (sur VTM, tous les jours vers 19 h 55)
- Thuis (sur één, tous les jours vers 20 h 10)

### France
- Demain nous appartient (sur TF1, depuis 2017)
- Un si grand soleil (sur France 2 de 2018 à 2024 et sur France 3 depuis septembre 2024)
- Ici tout commence (sur TF1, depuis 2020)
- Plus belle la vie, encore plus belle (sur TF1, depuis 2024)
- Tout pour la lumière (sur TF1, depuis 2025)
- Nouveau Jour (sur M6, depuis 2025)

### Italie
- Un posto al sole (Rai 3)
- Il paradiso delle signore (Rai 1)

### Pays-Bas
- Goede tijden, slechte tijden (RTL 4, tous les jours 20 h)

### Royaume-Uni
- Coronation Street (ITV, lundi, mercredi et vendredi 20 h 30)
- EastEnders (BBC One, lundi au jeudi 19 h 30)
- Emmerdale (ITV, lundi au vendredi 20 h 30)
- Hollyoaks (E4, lundi au mercredi 19 h)
- Doctors (BBC One, lundi au jeudi 14 h)
- Pobol y Cwm (S4C, mardi au jeudi 20 h)
- River City (BBC Scotland, lundi et mercredi 22 h) - diffusion continue pendant 11 semaines suivie d’un hiatus de 6 semaines

### Télévision
- Soap, sitcom parodiant les soap operas.
- Le cœur a ses raisons, un autre feuilleton parodiant le genre.

### Roman
- Fredric Brown, Tuer pour passer le temps, roman policier dont l'enquête se situe dans le milieu. Réédition, NéO, coll. Le Miroir obscur no 6, 1980.

### Musique
- I Want To Break Free, chanson du groupe de rock Queen dont le vidéoclip parodie un soap opera britannique, Coronation Street.Voir (en) Phil Sutcliffe, Queen : The Ultimate Illustrated History of the Crown Kings of Rock, MBI Publishing Company, 2009, 288 p. (ISBN 978-0-7603-3719-6), p. 180.
- Le groupe « Les Gants Blancs » s'est renommé, début 1970, Opera Pop d'Offenbach et finalement, Offenbach Pop Opera et Offenbach Soap Opera. Leur premier album Offenbach Soap Opera est sorti en 1972.